# Henry Benedict Mary Clement Stuart Yorški
Henry Benedict Mary Clement Stuart Yorški, angleški rimskokatoliški duhovnik, škof in kardinal, * 6. marec 1725, Rim, † 13. julij 1807.

## Življenjepis
3. julija 1747 je bil imenovan za kardinala in imenovan za kardinal-diakona S. Maria in Portico.
1. septembra 1748 je prejel duhovniško posvečenje.
16. septembra 1748 je bil imenovan za kardinal-duhovnika S. Maria in Portico in 18. decembra 1752 še za Ss. XII Apostoli.
2. oktobra 1758 je bil imenovan za naslovnega nadškofa Korinta in 19. novembra istega leta je prejel škofovsko posvečenje.
12. februarja 1759 je bil imenovan za kardinal-duhovnika bazilike svete Marije v Trasteveru.
13. julija 1761 je bil imenovan za kardinal-škofa (z osebnim nazivom nadškofa) škofije Frascati.
14. januarja 1763 je bil imenovan za kardinal-duhovnika S. Lorenzo in Damaso in 26. septembra 1803 še za kardinal-škofa Ostie.